# Ochthebius corrugatus
Ochthebius corrugatus är en skalbaggsart som beskrevs av Wilhelm Gottlob Rosenhauer 1856. Ochthebius corrugatus ingår i släktet Ochthebius och familjen vattenbrynsbaggar. Inga underarter finns listade i Catalogue of Life.